# Свен III (король Данії)
Свен III Грате (1125 — 23 жовтня 1157) — король Данії у 1146–1157 роках, боровся за трон з королями Кнудом V та Вальдемаром I.

## Життєпис
Походив з династії Естрідсенів. Син Еріка II, короля Данії, та конкубіни Тунни. Про молоді роки відомо замало.
Ще за життя короля Еріка III розпочав інтригувати з метою отримати владу, проте вимушений був залишити країну. Після зречення короля у 1146 році Свен повернувся до Данії, де на його бік перейшли магнати Сконе та Зеландії. Проте знать Ютландії обрала королем Кнуда V.
З цього розпочалася тривала боротьба Свена III за повну владу над королівством. Спочатку він розбив та полонив Ескіля, архієпископа Лундського, що був прихильником Кнуда. Втім у 1147 році на деякий час замирився з останнім для походу проти венедів (див. Хрестовий похід проти слов'ян).
По поверненню війна поновилася. У 1148 році Свен III завдав поразки Кнуду V при Роскілле. Згодом на його бік перейшов Вальдемар Кнудсон. У 1150 році було захоплено Виборг, де Свена III ще раз обрано королем. У 1151 році останній завдав поразки Кнуду V, ще вдерся до країни з німецькими найманцями.
У 1152 році його владу було визнано імператором Священної Римської імперії Фрідрихом I. Разом з тим Свен змушений був визнати себе васалом імперії.
З цього моменту Свен III деякий час володарював самостійно. Втім не зумів вирішити численні проблеми. За його час посилилися грабіжницькі дії німецьких купців. Король намагався вирішити цю проблему наданням значних коштів Генріху Леву Вельфу, герцогу Саксонії та Баварії, щоб той стримував німецьких торговців.  У зовнішній політиці Свен III мав конфлікт із Швецією.
Усім цим скористався Кнуд V, який уклав угоду з Вальдемаром Кнудсоном, у результаті чого у 1154 році війна поновилася. Свен зазнав поразки, змушений був тікати до Німеччини, де зрештою знайшов підтримку в Саксонії. Втім лише у 1156 році зумів повернутися до Данії. Тут під впливом церкви та магнатів 1157 року було укладено мир, за яким Свен III отримав Сконе.
Втім він не змирився з умовами угоди. Тому 9 серпня влаштував пастку своїм суперникам Кнуду та Вальдемару, запросивши їх на бенкет у Роскілле. 9 серпня під час бенкету Свен III наказам вбити своїх ворогів: Кнуд V загинув, а Вальдемар I втік. Останній зібрав військо й рушив проти Свена. Останній у вирішальній битві 23 жовтня 1157 року неподалік від Виборгу зазнав нищівної поразки, його було схоплено та страчено.

## Родина
Дружина — Адель, донька Конрада Веттіна, маркграфа Мейсенського
Діти:
- Ерік
- Луїтгарда